# Guido Mantega
Guido Mantega (ur. 7 kwietnia 1949 w Genui) brazylijski ekonomista i polityk żydowskiego pochodzenia.Od 27 marca 2006 roku puełni funkcję ministra finansów.